# Yanomamita
Yanomamita é um mineral de ocorrência rara pertencente a classe dos fosfatos, arsenietos e vanadatos.

## Etimologia e história
Foi descoberto pela primeira vez em 1990 a mina "Mangabeira", em Monte Alegre,  no estado brasileiro de Goiás. Foi descrito em 1994 por Nilson F. Botelho, Guy Roger, Ferdinand d'Yvoire, Yves Moelo, Marcel Volfinger. O mineral recebeu este nome em homenagem à etnia indígena Yanomami, que habita o local.